# Scinax
Genre
Synonymes
- Garbeana Miranda-Ribeiro, 1926

Scinax est un genre d'amphibiens de la famille des Hylidae.

## Répartition
Les 68 espèces de ce genre se rencontrent de l'est du Mexique jusqu'en Argentine, ainsi sur les îles de Sainte-Lucie, Trinité et Tobago.

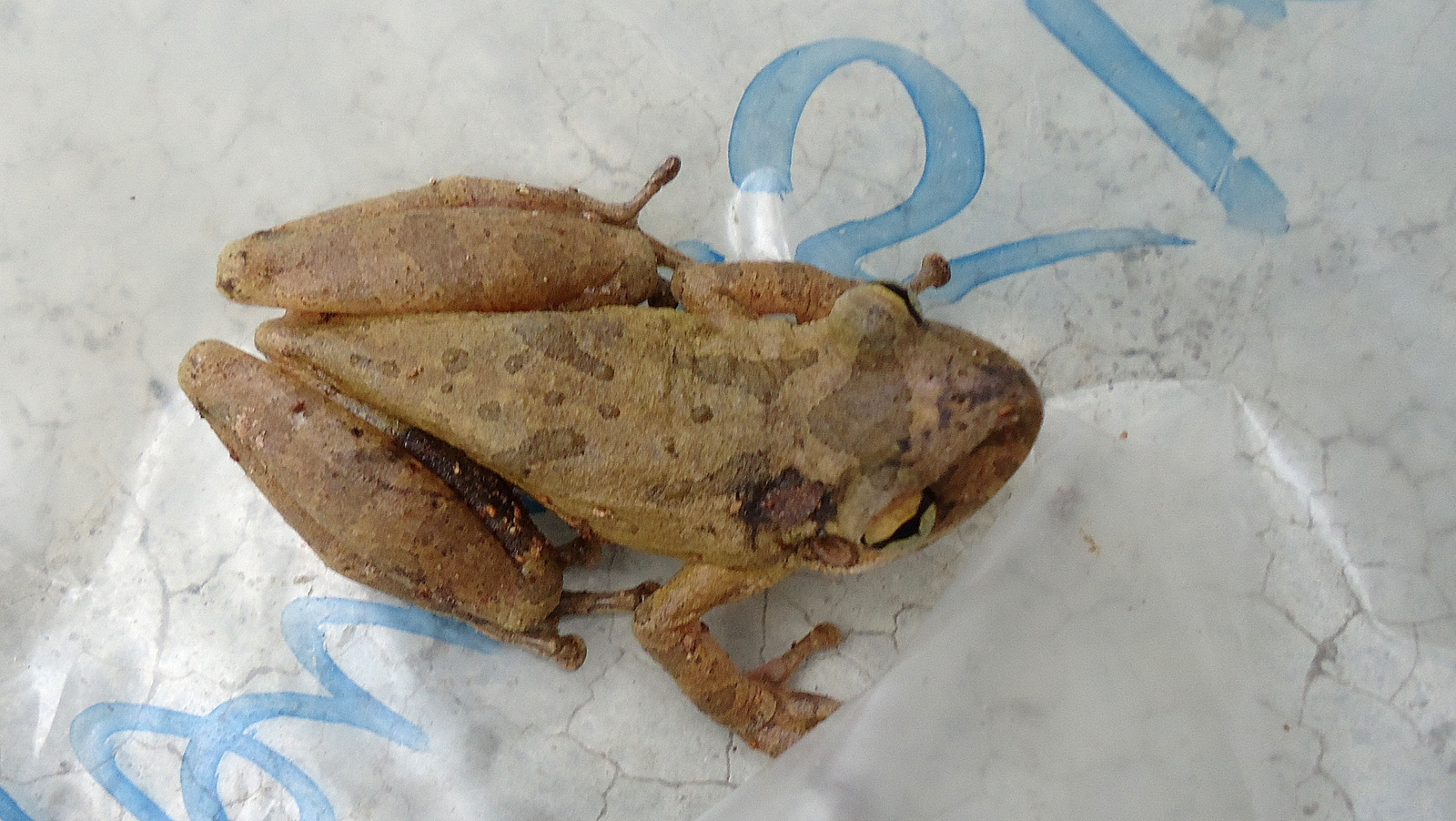
Scinax eurydice

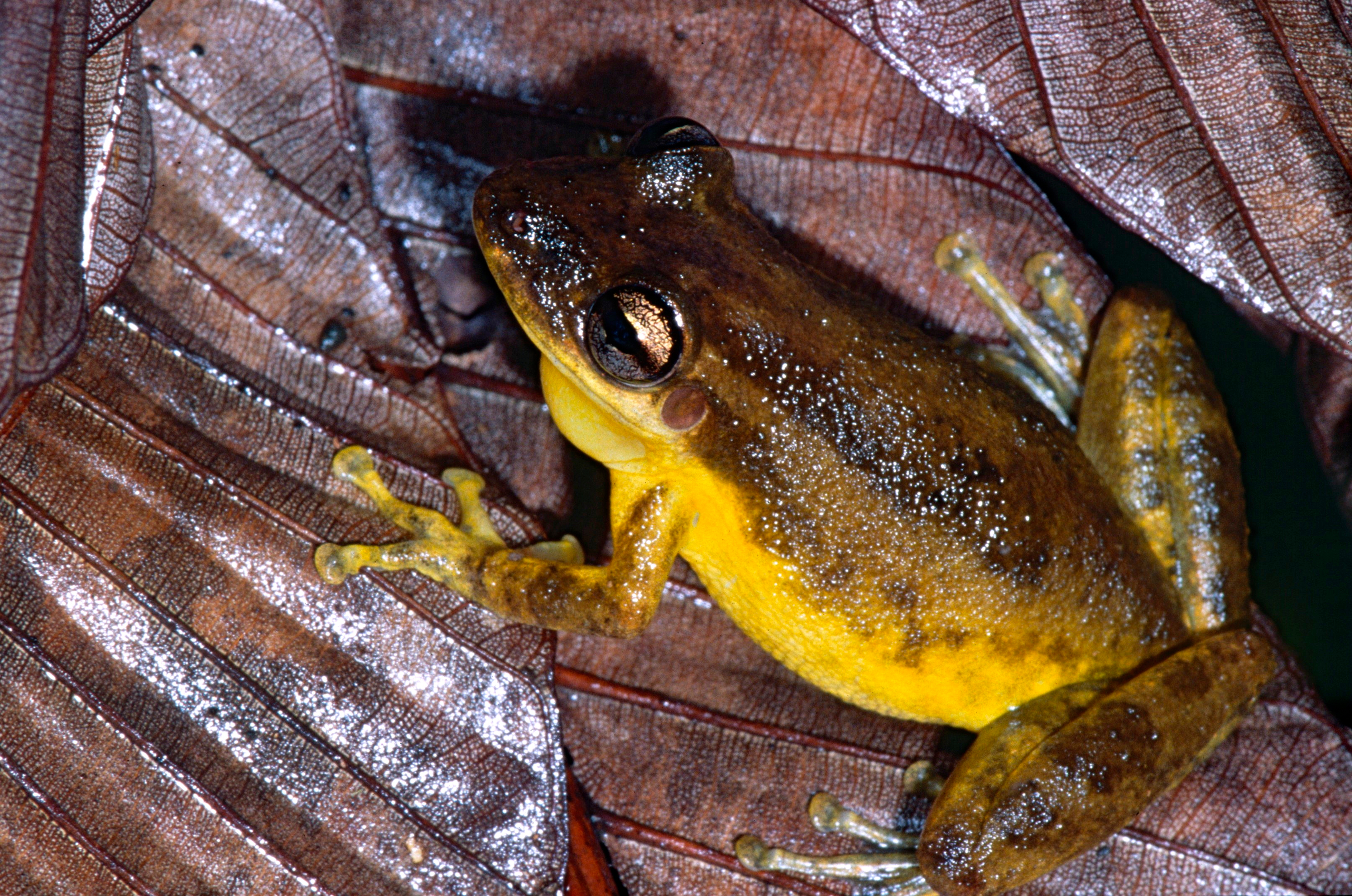
Scinax ruber

## Liste des espèces
Selon Amphibian Species of the World (9 juin 2017) :
- Scinax acuminatus (Cope, 1862)
- Scinax altae (Dunn, 1933)
- Scinax alter (Lutz, 1973)
- Scinax auratus (Wied-Neuwied, 1821)
- Scinax baumgardneri (Rivero, 1961)
- Scinax blairi (Fouquette & Pyburn, 1972)
- Scinax boesemani (Goin, 1966)
- Scinax boulengeri (Cope, 1887)
- Scinax cabralensis Drummond, Baêta, & Pires, 2007
- Scinax caissara Lourenço, Zina, Catroli, Kasahara, Faivovich, & Haddad, 2016
- Scinax caldarum (Lutz, 1968)
- Scinax camposseabrai (Bokermann, 1968)
- Scinax cardosoi (Carvalho-e-Silva & Peixoto, 1991)
- Scinax castroviejoi De la Riva, 1993
- Scinax chiquitanus (De la Riva, 1990)
- Scinax constrictus Lima, Bastos, & Giaretta, 2005
- Scinax cretatus Nunes & Pombal, 2011
- Scinax crospedospilus (Lutz, 1925)
- Scinax cruentommus (Duellman, 1972)
- Scinax curicica Pugliese, Pombal, & Sazima, 2004
- Scinax cuspidatus (Lutz, 1925)
- Scinax danae (Duellman, 1986)
- Scinax dolloi (Werner, 1903)
- Scinax duartei (Lutz, 1951)
- Scinax elaeochrous (Cope, 1875)
- Scinax eurydice (Bokermann, 1968)
- Scinax exiguus (Duellman, 1986)
- Scinax funereus (Cope, 1874)
- Scinax fuscomarginatus (Lutz, 1925)
- Scinax fuscovarius (Lutz, 1925)
- Scinax garbei (Miranda-Ribeiro, 1926)
- Scinax granulatus (Peters, 1871)
- Scinax haddadorum Araujo-Vieira, Valdujo, & Faivovich, 2016
- Scinax hayii (Barbour, 1909)
- Scinax ictericus Duellman & Wiens, 1993
- Scinax imbegue Nunes, Kwet, & Pombal, 2012
- Scinax iquitorum Moravec, Tuanama, Pérez-Peña, & Lehr, 2009
- Scinax jolyi Lescure & Marty, 2000
- Scinax juncae Nunes & Pombal, 2010
- Scinax karenanneae (Pyburn, 1993)
- Scinax kennedyi (Pyburn, 1973)
- Scinax lindsayi Pyburn, 1992
- Scinax madeirae (Bokermann, 1964)
- Scinax manriquei Barrio-Amorós, Orellana, & Chacón-Ortiz, 2004
- Scinax maracaya (Cardoso & Sazima, 1980)
- Scinax melanodactylus Lourenço, Luna, & Pombal, 2014
- Scinax montivagus Juncá, Napoli, Nunes, Mercȇs, & Abreu, 2015
- Scinax nasicus (Cope, 1862)
- Scinax nebulosus (Spix, 1824)
- Scinax oreites Duellman & Wiens, 1993
- Scinax pachycrus (Miranda-Ribeiro, 1937)
- Scinax pedromedinae (Henle, 1991)
- Scinax perereca Pombal, Haddad, & Kasahara, 1995
- Scinax proboscideus (Brongersma, 1933)
- Scinax quinquefasciatus (Fowler, 1913)
- Scinax rogerioi Pugliese, Baêta, & Pombal, 2009
- Scinax rossaferesae Conte, Araujo-Vieira, Crivellari, & Berneck, 2016
- Scinax rostratus (Peters, 1863)
- Scinax ruber (Laurenti, 1768)
- Scinax rupestris Araujo-Vieira, Brandão, & Faria, 2015
- Scinax sateremawe Sturaro & Peloso, 2014
- Scinax similis (Cochran, 1952)
- Scinax squalirostris (Lutz, 1925)
- Scinax staufferi (Cope, 1865)
- Scinax sugillatus (Duellman, 1973)
- Scinax tigrinus Nunes, Carvalho, & Pereira, 2010
- Scinax tymbamirim Nunes, Kwet, & Pombal, 2012
- Scinax villasboasi Brusquetti, Jansen, Barrio-Amorós, Segalla, & Haddad, 2014
- Scinax wandae (Pyburn & Fouquette, 1971)
- Scinax x-signatus (Spix, 1824)

## Systématique et taxinomie
Le genre Ololygon a été relevé de sa synonymie avec Scinax par Duellman, Marion et Hedges en 2016.

## Publication originale
- Wagler, 1830 : Natürliches System der Amphibien : mit vorangehender Classification der Säugethiere und Vögel : ein Beitrag zur vergleichenden Zoologie. München, p. 1-354 (texte intégral).